# Гимназия имени Н. Г. Басова
Муниципа́льное общеобразова́тельное учрежде́ние гимна́зия и́мени акаде́мика Н. Г. Ба́сова при Воро́нежском госуда́рственном университе́те — среднее общеобразовательное учебное заведение города Воронеж.
Обучение проводится по физико-математическому, социально-экономическому, гуманитарному, медико-биологическому и лингвистическому направлениям. Гимназия названа в честь академика, лауреата Нобелевской премии по физике Николая Геннадиевича Басова.

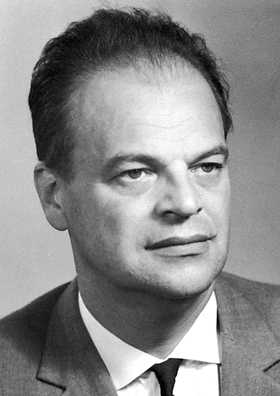
Николай Геннадиевич Басов

## История

### В 1904—1918

Учителя и воспитанницы гимназии М. П. Кожевниковой. Фото 1917 года.

В 1904 году в Воронеже на Малой Дворянской улице в доме Иванова было открыто частное 4-х классное училище. Его учредительницей и одновременно учительницей была Мария Петровна Кожевникова (7 мая 1867 г. — ?). Там главным ориентиром был старый двухэтажный дом на углу — в стиле классицизма. С того времени этот уголок улицы будет предназначен для учащихся и учащих.

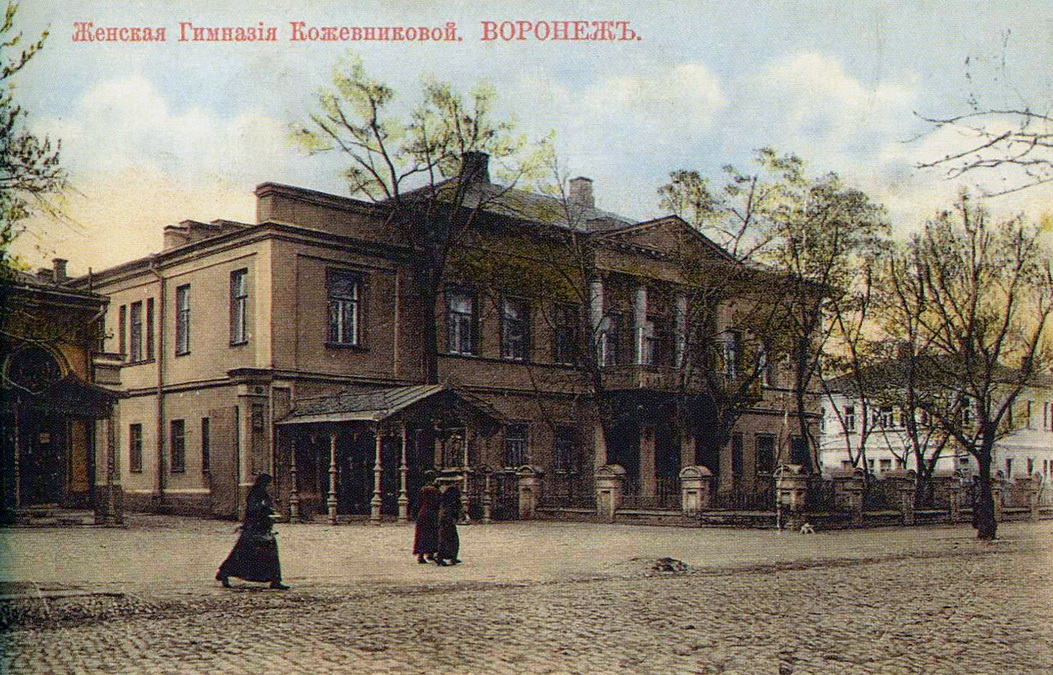
Здание женской гимназии Кожевниковой. На её месте в 1961 г. было построено здание школы № 58, в настоящее время — гимназия имени Н. Г. Басова

С 1907 по 1918 годы многие девочки из дворянских, мещанских, крестьянских и семей других сословий Воронежской и соседних губерний обучались в Воронежской частной гимназии М. П. Кожевниковой. Гимназия имела права женских гимназий Министерства Народного Просвещения. После окончания 8-го дополнительного класса желающие имели право на получение свидетельства на звание домашней наставницы или учительницы.
Становление гимназии связано с именами выдающиеся педагогов, среди которых Н. В. Чехов, А. К. Димитриу, С. Н. Прядкин и др., сформировавшие региональные педагогические кадры.

### В 1918—2000
Бывшая частная женская гимназия М. П. Кожевниковой в 1918 году была преобразована в 11-ю Воронежскую единую трудовую школу 2-й ступени им. И. С. Никитина. С 1923 года номер школы был изменён на 5-й и отменено имя И. С. Никитина. В 1934 году новая реорганизация. Школа получает номер 13. Именно её и окончит Нобелевский лауреат Николай Геннадьевич Басов в 1941 году.
В годы Великой Отечественной войны здание школы было разрушено и восстановлено лишь в 1948 г. В своём сегодняшнем виде школа была отстроена по типовому проекту в 1962 году.

С 1961 по 1995 год имела название «Средняя школа № 58» (неофициально была известна в Воронеже как «математическая»). 

Учредительница гимназии М. П. Кожевникова. Фото до 1917 г.

Инициатором и создателем математических классов в школе стал Альберт Соломонович Шварц. Преподаватель математики школы Давид Борисович Сморгонскийвнёсс большой вклад в развитие развитие школы как математической, воспитав более 50 докторов наук.
С 1989 года коллектив школы работал над созданием инновационного общеобразовательного учреждения. В сентябре 1990 года на базе средней школы № 58 был создан колледж № 1 при ВГУ (первое инновационное учебное заведение в Воронежской области). В 1990 году школа стала экспериментальной площадкой по созданию общеобразовательного учреждения инновационного типа.
С января 1999 года колледж переименован в гимназию им. академика Н. Г. Басова при ВГУ.

### С 2000 — настоящее время
В октябре 2011 года открылась творческая студия Константина Хабенского. Актёр несколько раз побывал на занятиях в студии. Мастер-класс с гимназистами проводил певец Алексей Чумаков. В 2017 г. студия стала основой творческого коллектива «Театральная 17».
8 декабря 2017 года на стене гимназии установлена информационная доска с именем академика Басова.
В 2019 году гимназия стала базовой школой РАН.
13 января 2022 года в гимназии произвели гашение марки из серии «Лауреаты Нобелевской премии», посвященная 100-летию Н. Г. Басова.

## Руководство
1904—1918 — Мария Петровна Кожевникова.
1918—
1962—1973 — заслуженный учитель РФ Виктор Кириллович Чернышов.
1973—1976 — отличник народного просвещения Ираида Кузьминична Гордейченко.
1976—1984 — Михаил Терентьевич Федоткин.
1984 по 2013 год — заслуженный учитель РФ Смирнова Седа Мушеговна.
С 2013 года учебное заведение возглавляет почетный работник общего образования Российской Федерации Бочарова Марина Викторовна.

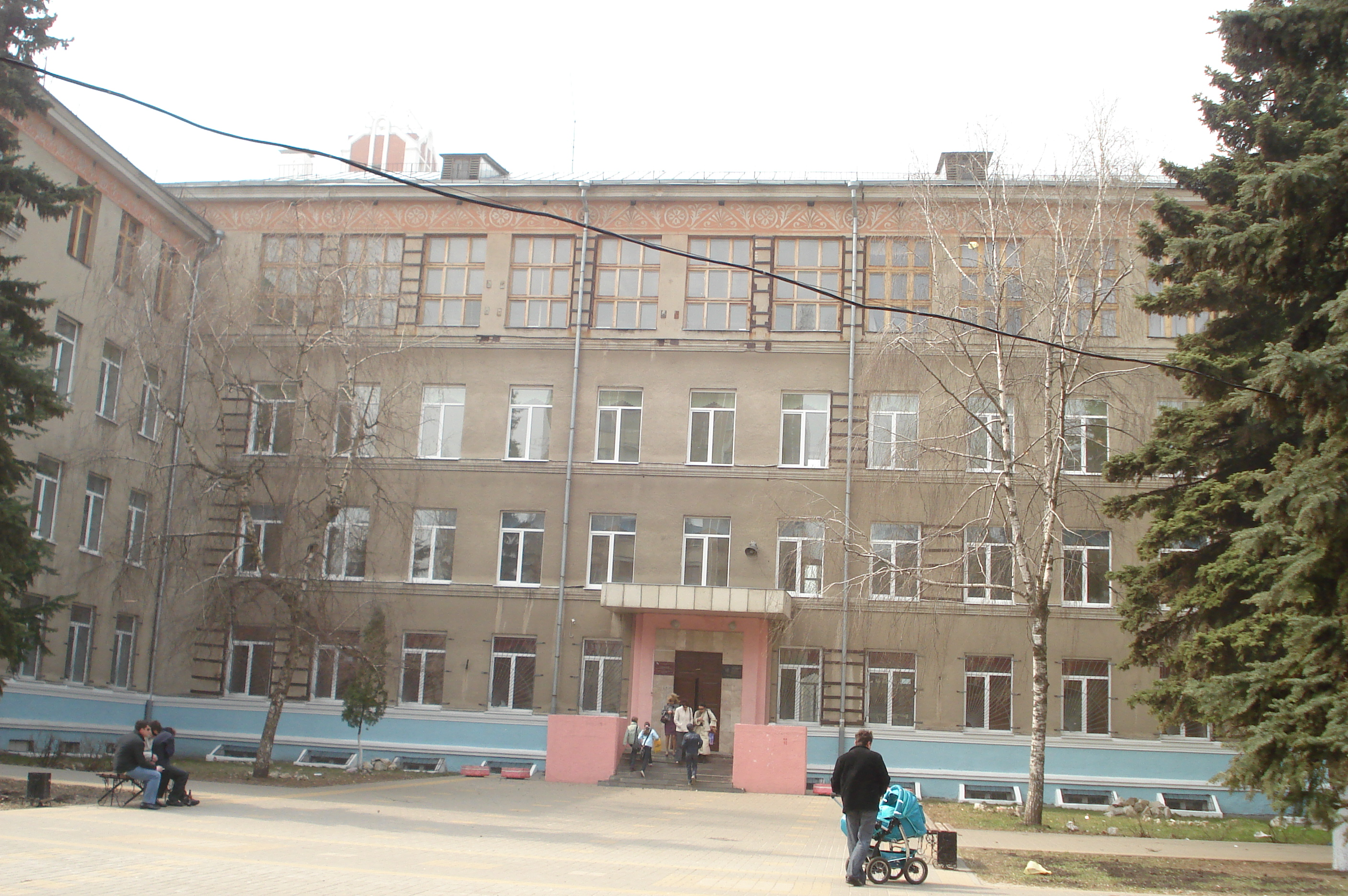
Гимназия. Фото 2009 года

## Достижения
В 2006 году гимназия оказалась в числе лучших школ России и получила грант в рамках национального проекта «Образование» в размере 1 млн рублей.

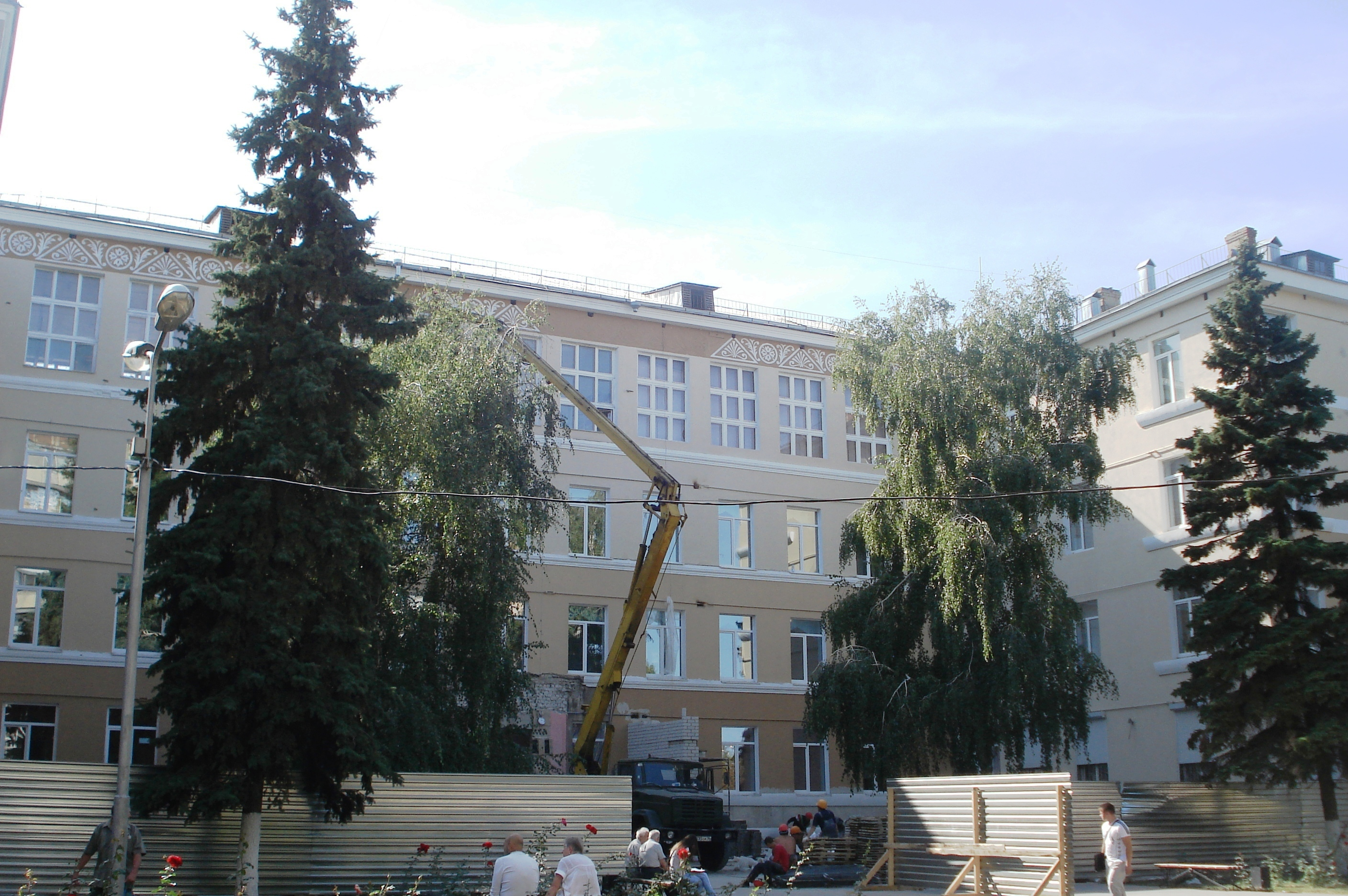
Обновление фасада и крыльца школы. 9 сентября 2009.

В 2014, 2015, 2016 году гимназия входила в реестр «ТОП-500 лучших школ России», а также в «ТОП-100 лучших школ России» по всем естественно-научным профилям.
В 2017 году вошла в топ-200 лучших школ России. Рейтинг составили аналитики агентства RAEX (РАЭКС-Аналитика).
В 2019 году заняла 8 место в топ-20 школ Центрального федерального округа по количеству поступивших в ведущие вузы России
В 2019 году заняла 167 место в рейтинге школ Российской Федерации по количеству выпускников, поступивших в ведущие вузы России. Гимназия единственное учебное заведение Воронежской области, попавшее в данный рейтинг.
В 2021 году заняла 197 место в рейтинге школ Российской Федерации, готовящих абитуриентов для лучших вузов технического профиля. Гимназия единственное учебное заведение Воронежской области, попавшее в данный рейтинг.
В 2022 году заняла 200 место в рейтинге лучших школ России по конкурентоспособности выпускников, 79 место в рейтинге школ по количеству выпускников, поступивших в ведущие вузы России, 5 место в рейтинге Топ-20 школ Центрального федерального округа по количеству поступивших в ведущие вузы России без учёта г. Москвы, 1 место в рейтинге лучших школ Воронежской области по количеству выпускников, поступивших в ведущие вузы России.
В 2023 году ученики гимназии Щекин Арсений и Яхонтов Матвей выиграли в проекте-преакселераторе инноваций «Лига Инноваций 6.0».

## Ученики

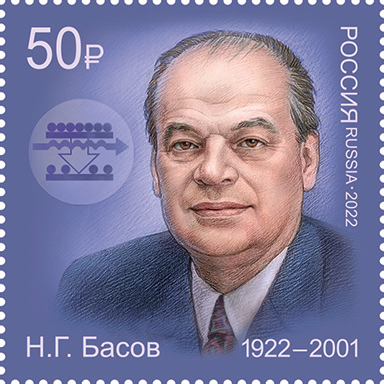
Марка в честь 100-летия со дня рождения Н. Г. Басова

Выпускниками и учениками школы в разные годы были многие известные деятели науки, культуры СССР и России, в частности, учёные Н. Г. Басов, Н. А. Бобылёв, В. Н. Копылов, В. В. Обуховский, скульптор М. И. Дикунов, писатели Н. С. Реут, А. Ф. Давидович и другие.
Выпускником школы был Валентин Куколкин — разведчик Воронежского истребительного батальона. В 1952 году улица Мало-Московская в Воронеже, где жил Куколкин, переименована в улицу Куколкина.
В 2019 году выпускник гимназии Дмитрий Корогод набрал 300 баллов на ЕГЭ.
В 2020 году выпускник гимназии Денис Швейкин набрал 399 баллов на ЕГЭ.
В 2021 году выпускник гимназии Андрей Жижелев набрал 200 баллов на ЕГЭ.